# Suzanne Treister
Suzanne Treister (* 1958 in London) ist eine britische zeitgenössische Künstlerin. Ihre Arbeiten sind dafür bekannt, dass sie sich konzeptuell mit neuen Technologien auseinandersetzen und dabei deren Beziehung zu Gesellschaft, alternativen Glaubenssystemen und der möglichen Zukunft der Menschheit thematisiert.

## Leben und Werk
Treister lebt und arbeitet in London. Ihre künstlerische Ausbildung absolvierte sie am Brighton Polytechnic (1977–1978), an der Saint Martin's School of Art (1978–1981) und an der Chelsea School of Art (1981–1982).
Ursprünglich in den 1980er-Jahren als Malerin beginnend, wurde sie Anfang der 1990er-Jahre zu einer Pionierin der Digitalen Kunst, der Medienkunst und der Game Art. Sie gilt als eine Pionierin im Bereich der Digital und New Media Art und entwickelt seit Anfang der 1990er-Jahre fiktive Welten und Organisationen. Ihre Projekte erstrecken sich oft über mehrere Jahre und umfassen fantastische Neuinterpretationen von bestehenden Taxonomien und Geschichten, die die Existenz ökonomischer, militärischer oder paranormaler Kräfte bei ihrer verdeckten und unsichtbaren Arbeit in der Welt untersuchen. Ihre Werke finden sich u. a. in Sammlungen der Tate Britain, des Science Museums London oder des Centre Pompidou in Paris.

## Einzelausstellungen (Auswahl)
(Quelle: suzannetreister.net)
- Digital Commission, Serpentine Galleries, London (2019)
- SURVIVOR (F), fig-futures at The Box (hosted by KARST), Plymouth (2019)
- Le voyage à Bordeaux de Suzanne Treister - Histoires parallèles et récits excentriques, CAPC musée d'art contemporain de Bordeaux, Bordeaux (2018)
- Works from SURVIVOR (F), IMT Gallery, London (2017)
- HFT The Gardener, P.P.O.W., New York (2016)
- HFT The Gardener, Annely Juda Fine Art, London (2016)
- HFT The Gardener, Exhibition Research Lab (ERL) at Liverpool Biennial 2016, Liverpool (2016)
- HEXEN 2.0, Fig-2, Institute of Contemporary Arts London (ICA), London (2015)
- Post-Surveillance Art, Acting Out Festival, Primary, Nottingham (2015)
- Rosalind Brodsky's Electronic Time Traveling Costumes, Schaufenster am Hofgarten, Kunstverein München, München (2015)
- HEXEN 2.0, Aksioma Project Space, Ljubljana (2015)
- Post-Surveillance Art, Chisenhale Gallery, London (2014)
- Post-Surveillance Art, Maggs Bookshop, London (2014)
- Social Factory, 10th Shanghai Biennale (2014)

## Gruppenausstellungen (Auswahl)
- LINZ FMR 19, Donaulände, Linz (2019)
- Broken Symmetries, Foundation for Art and Creative Technology (FACT), Liverpool (2019)
- Computer Grrrls, Hartware Medienkunstverein (HMKV), Dortmund (2019)
- Divided We Stand, Busan Biennale 2018, Busan (2018)
- Cloudbusters. Intensity vs Intension, Tallinn Print Triennial, Contemporary Art Museum of Estonia (EKKM), Tallinn (2018)
- Perpetual Uncertainty, Malmö Konstmuseum, Malmö (2018)
- Open Codes, Living in Digital Worlds, ZKM, Karlsruhe (2017)
- '&', Muzeum Sztuki, Lodz (2017)
- As Above, So Below: Portals, Visions, Spirits & Mystics, IMMA–Irish Museum of Modern Art, Dublin (2017)
- WRO Biennale 2017: DRAFT SYSTEMS, WRO Art Center, Wrocław (2017)
- alien matter, Transmediale 2017, Haus der Kulturen der Welt, Berlin (2017)
- You Say You Want a Revolution: Records & Rebels 1966–70, Victoria and Albert Museum, London (2016)
- Air de Jeu, Extension du Domaine du Jeu (Broadening of the game-field), Le Nouveau Festival du Centre Pompidou 6th Édition. Espace 315, Centre Pompidou, Paris (2015)
- RARE EARTH, Thyssen-Bornemisza Art Contemporary-Augarten, Wien (2015)
- L'avenir (looking forward), 8th Biennale de Montréal, Montréal (2014)[10]